# Henri Le Sidaner
Henri Le Sidaner (Port Louis, Mauricio, 7 de agosto de 1862 – París, 16 de julio de 1939) fue un pintor francés postimpresionista.

## Biografía
Nació en el Océano Índico, en Isla Mauricio, antigua colonia francesa que había pasado a dominio británico a principios del siglo XIX. De niño se trasladó a Francia con su familia; residió en Dunkerque hasta que a los 18 años se mudó por unos meses a París para estudiar en la Escuela de Bellas Artes, donde fue alumno de Alexandre Cabanel. 
De vuelta en el Norte, durante una década se centró en pintar paisajes en el pueblo costero de Étaples. En esos años, Le Sidaner se mantuvo fiel a un realismo sentimental con influencia de Camille Corot, mejor asumido que las novedades de Georges Seurat y Paul Gauguin. Esta primera etapa de su carrera abarca el periodo entre 1880 y 1893, y se nota asimismo la influencia de Jules Bastien-Lepage, "con escenas marcadas por la presencia de la muerte y el misticismo religioso: los niños en el cementerio, la comunión in extremis, el paseo de las huérfanas…" En 1894, tras haber pasado una década retirado en el norte, con largas estancias en el pequeño puerto de Étaples, el pintor regresó a París y renovó sus relaciones con el medio artístico de la capital. Era el momento del apogeo del movimiento simbolista, con su hostilidad a la mera descripción material y su exaltación de todo lo que fuera sugerencia, ensoñación, misterio. Le Sidaner se sumió en ese ambiente, acercándose a Lévy-Dhurmer, Aman Jean, Henri Martin y otros «pintores del alma». Este período culminaría en 1898, con su descubrimiento de la ciudad de Brujas, celebrada como «ciudad muerta» en la famosa novela de Georges Rodenbach.
En 1894, Le Sidaner regresó a París y renovó sus relaciones con el medio artístico de la capital: "Era el momento del apogeo del movimiento simbolista, con su hostilidad a la mera descripción material y su exaltación de todo lo que fuera sugerencia, ensoñación, misterio. Le Sidaner se sumió en ese ambiente, acercándose a Lucien Lévy-Dhurmer, Aman Jean, Henri Martin y otros «pintores del alma». Este período culminaría en 1898, con su descubrimiento de la ciudad de Brujas, celebrada como «ciudad muerta» en la famosa novela de Georges Rodenbach".
A Le Sidaner finalmente no le sedujo el afán narrativo y literario de simbolistas como Pierre Puvis de Chavannes, sino que se mantuvo fiel al género del paisaje, casi siempre sin figuras. Prefería luces tenues, de amanecer y ocaso, que trataba con formas evanescentes y pincelada rota. Pero aunque Le Sidaner pueda parecer un puro impresionista, sus composiciones no están tomadas directamente del natural sino que surgen de una elaboración lenta, e introducen colores caprichosos en armonías sordas, sin el efectismo de los nabis. 
A partir de los años 20, Le Sidaner introdujo colores vivos, en paisajes a plena luz con una pincelada más franca. Se puede hablar de una vuelta tardía a coordenadas impresionistas, una vía que ya estaba siendo arrinconada por el empuje del fauvismo y el cubismo. Su obra fue subestimada por mucho tiempo, etiquetada de «neoimpresionismo traicionado por el academicismo». 
Esto explica que no haya muchas obras en colecciones públicas. En Francia, 14 museos tienen una obra de Le Sidaner cada uno; en Bélgica, dos; en Inglaterra, Oxford tiene uno en el Museo Ashmolean (Canal en Brujas en el crepúsculo), la Tate londinense otro (Clair de Lune à Gerberoy, 1904); Leeds posee Claro de luna; Gales y Escocia tiene también un cuadro cada uno. Estados Unidos posee cuadros de este pintor en el museo de Indianápolis y en el de San Francisco. En Japón, en el Museo de Arte Ohara de Kurashiki está el hermoso Mesita en el crepúsculo de la tarde.
Hasta la compra de tres cuadros para la Colección Carmen Thyssen-Bornemisza (La choza en los lindes del bosque, Étaples, Tarde de otoño y La calle de la iglesia, Villefranche-sur-Mer), Le Sidaner era un autor poco conocido en España; su único ejemplo en colecciones públicas era el paisaje Canal de Brujas (1899) —tema sobre el que tiene varios cuadros— del Museo de Bellas Artes de Bilbao.
En Chile, el Museo Municipal de Bellas Artes de Valparaíso tiene expuesto un Le Sidaner: Niebla en la Midi.

## Galería

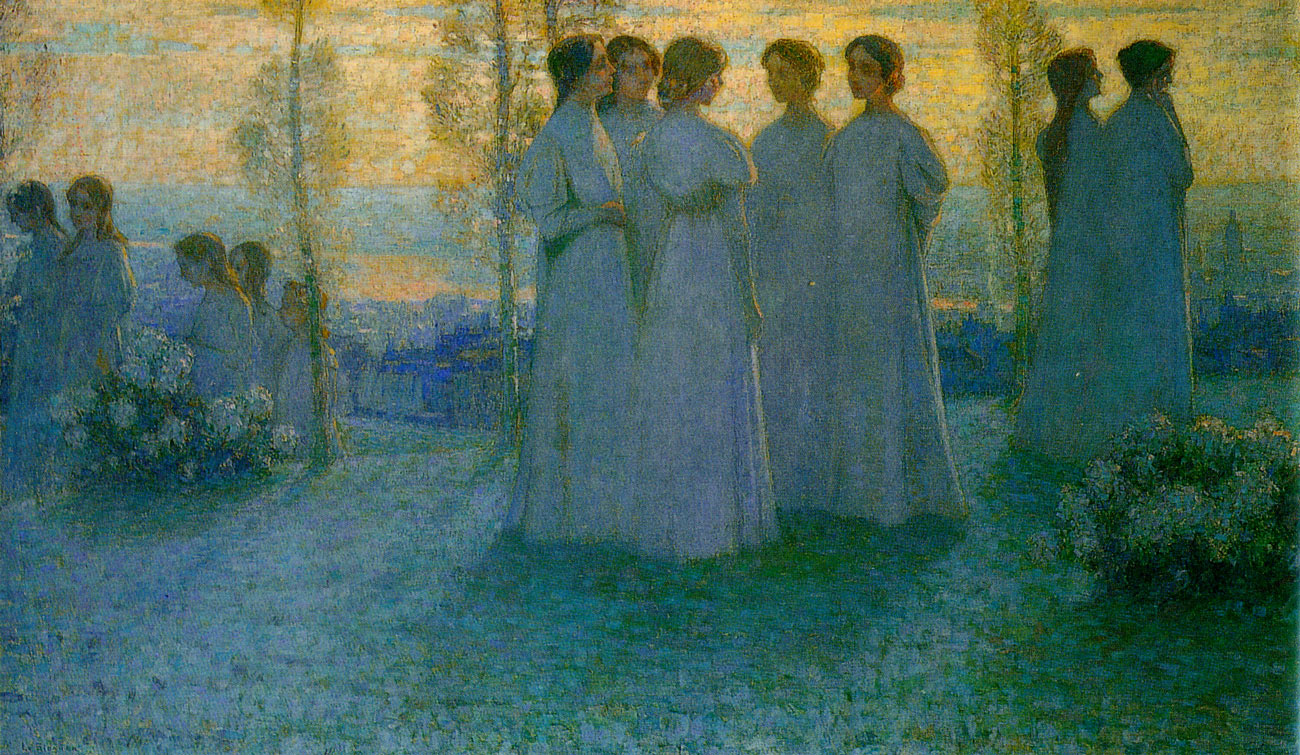
Domingo, 1898
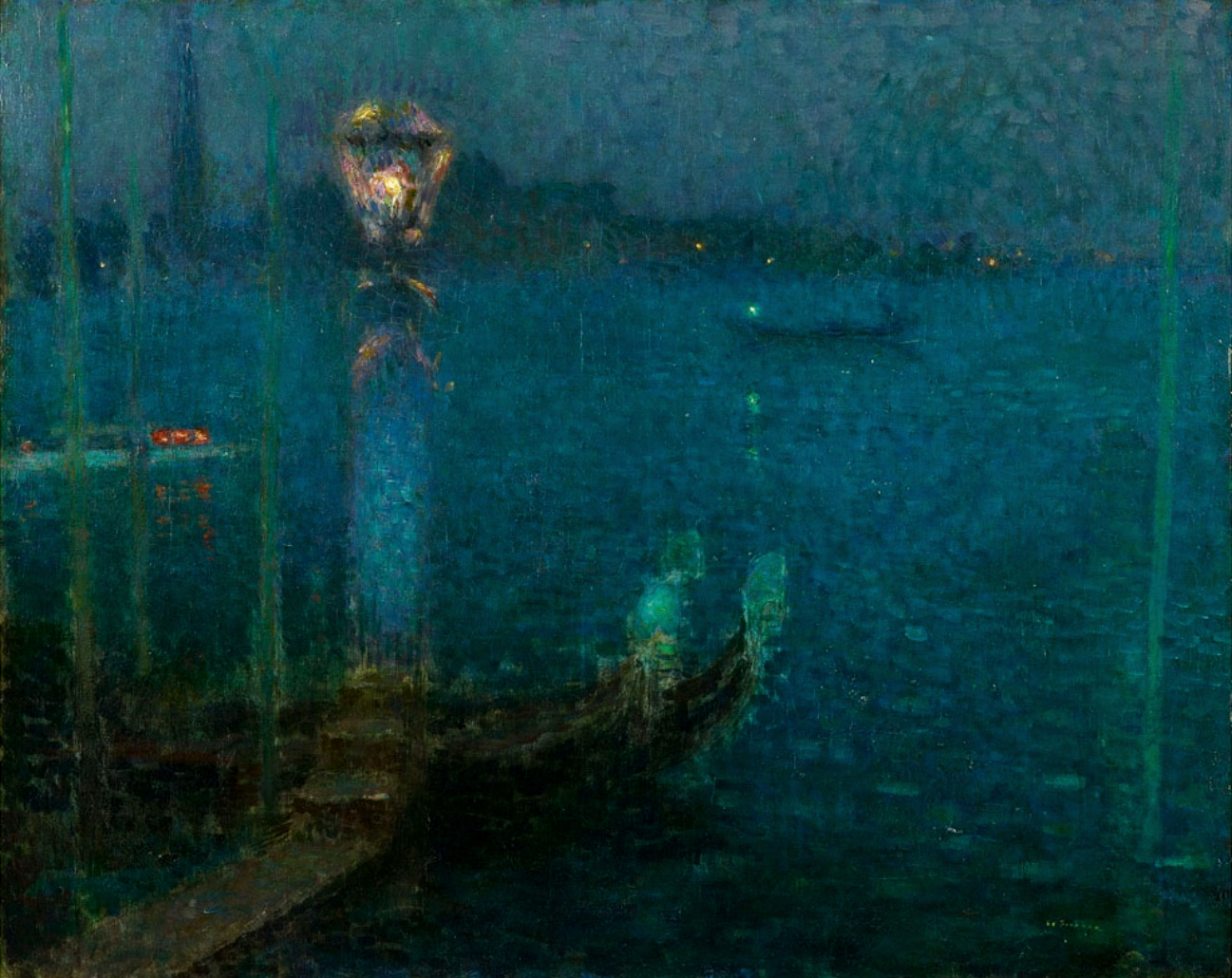
Vista nocturna de Venecia (Noche azul), 1906
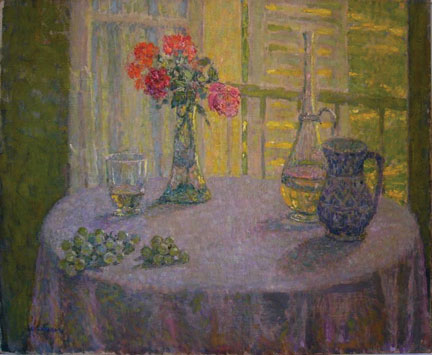
Jarrón de flores junto a una ventana
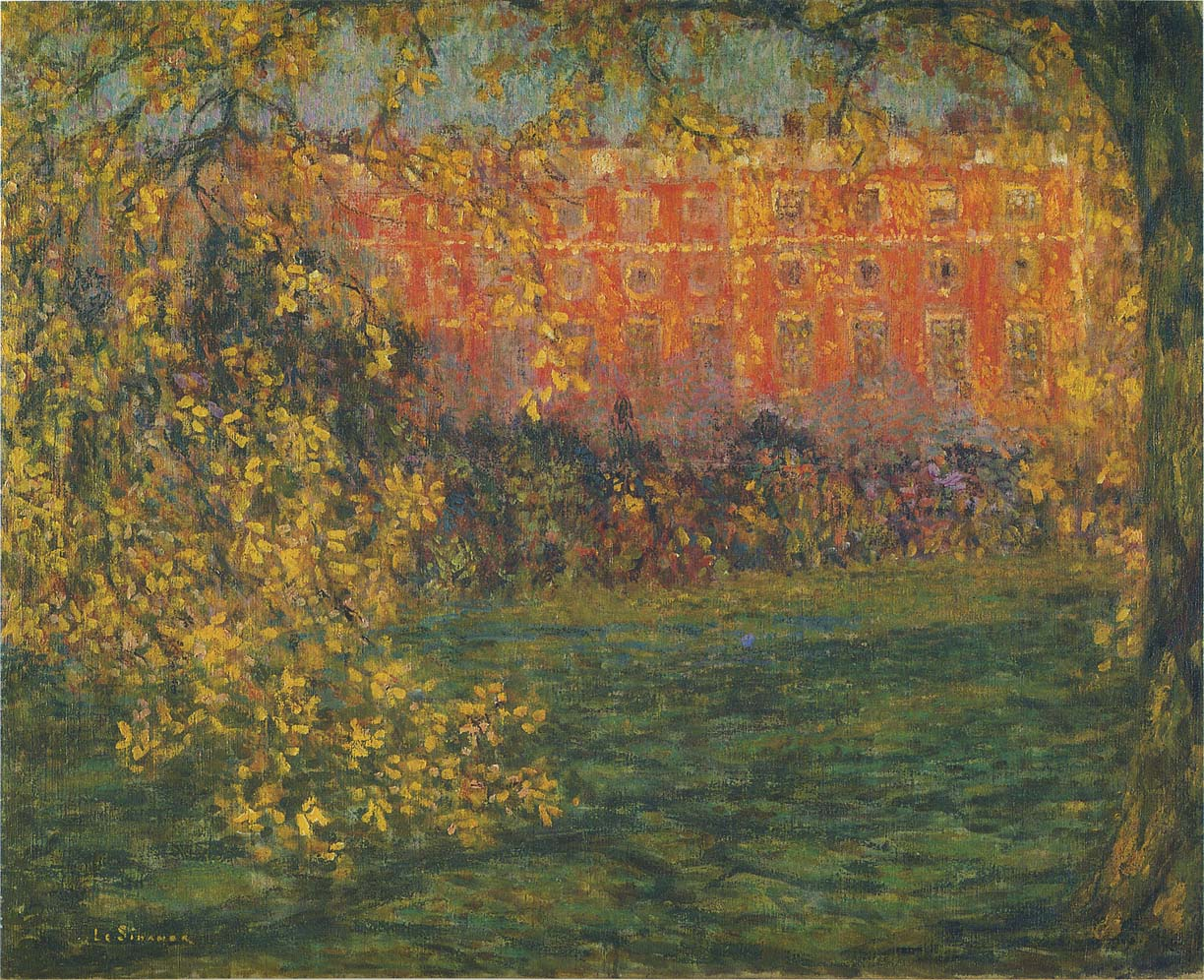
Otoño en Hampton Court, 1908
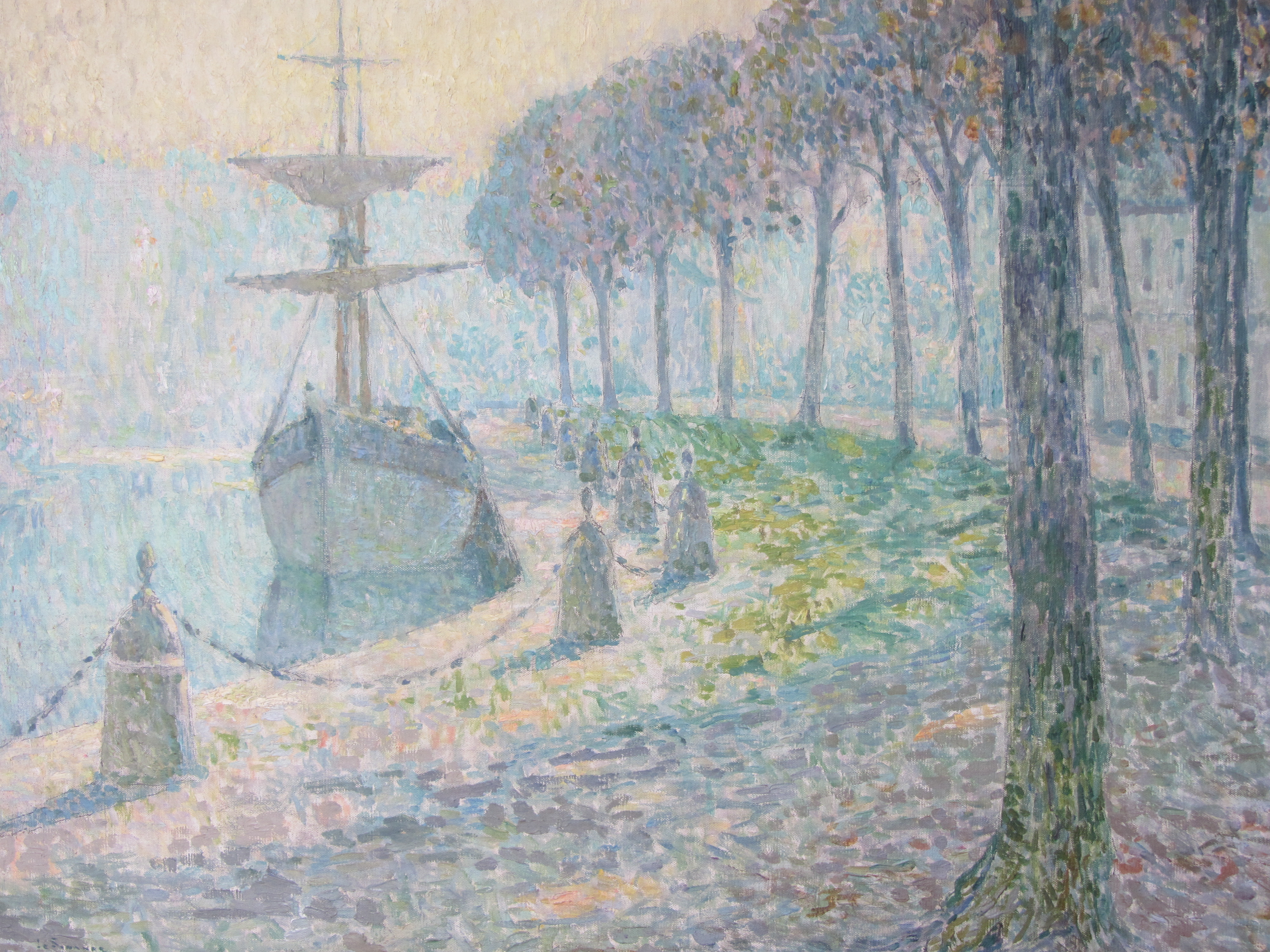
Niebla en la Midi
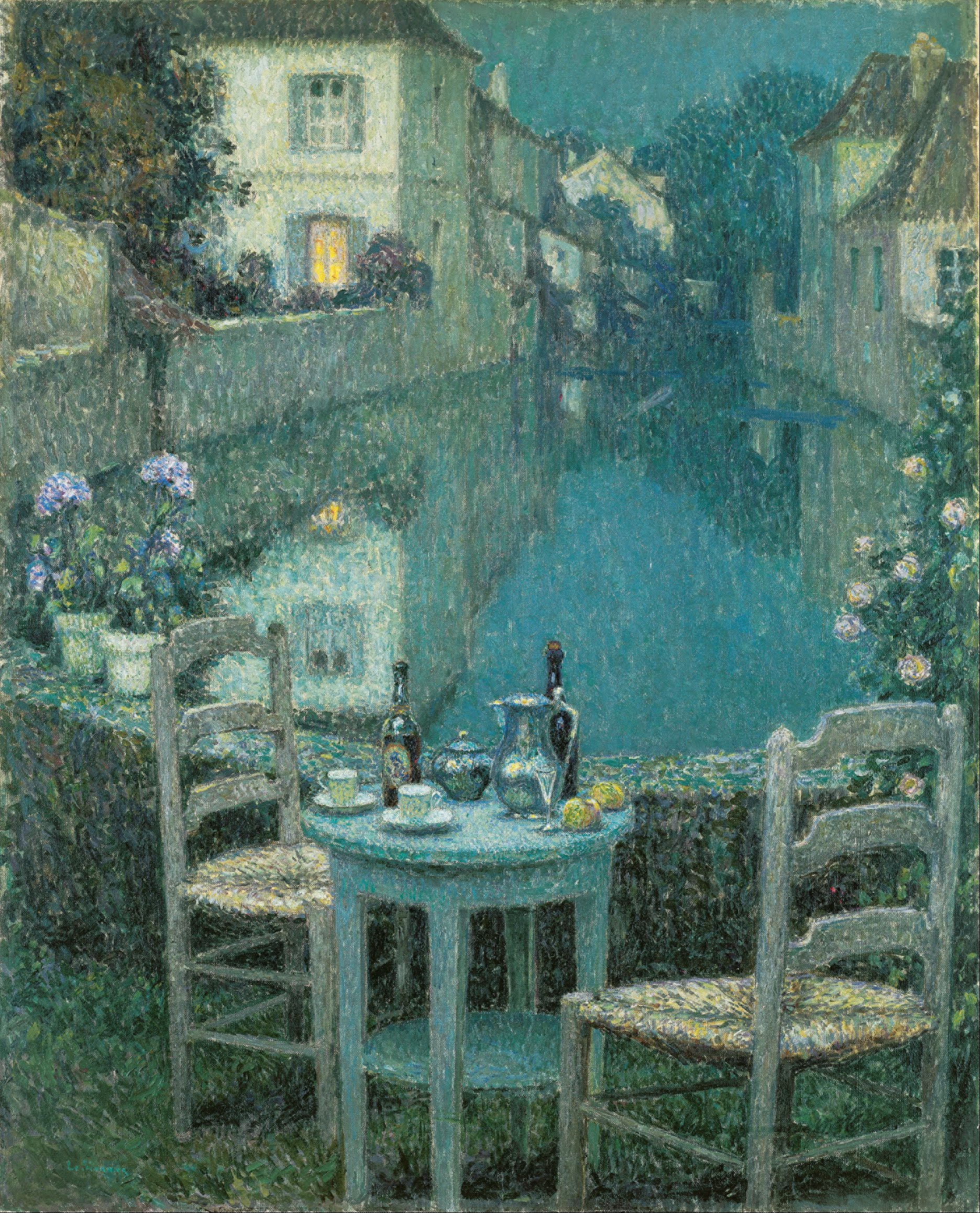
Mesita en el crepúsculo de la tarde